# Ridbyxor

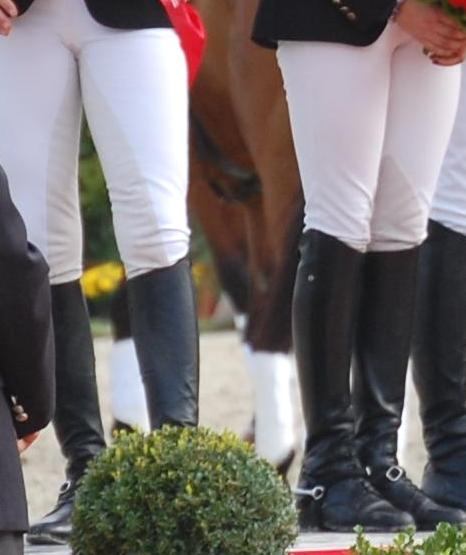
I jämförelse: ridbyxor med förstärkning längs hela insidan av låren (till vänster) och med förstärkning vid knäna Kniebesatzreithose (till höger)

Ridbyxor är byxor avsedda för ridning. De är åtsittande och ofta elastiska samt har förstärkt tyg eller liknande i grenen och insidan av låren. Byxorna bärs normalt tillsammans med ridstövlar som täcker den nedre delen av dem.
Under tidigt 1990-tal förekom byxor i dammodet som liknade ridbyxor.

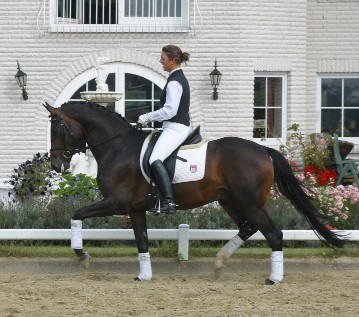
Stövelridbyxor
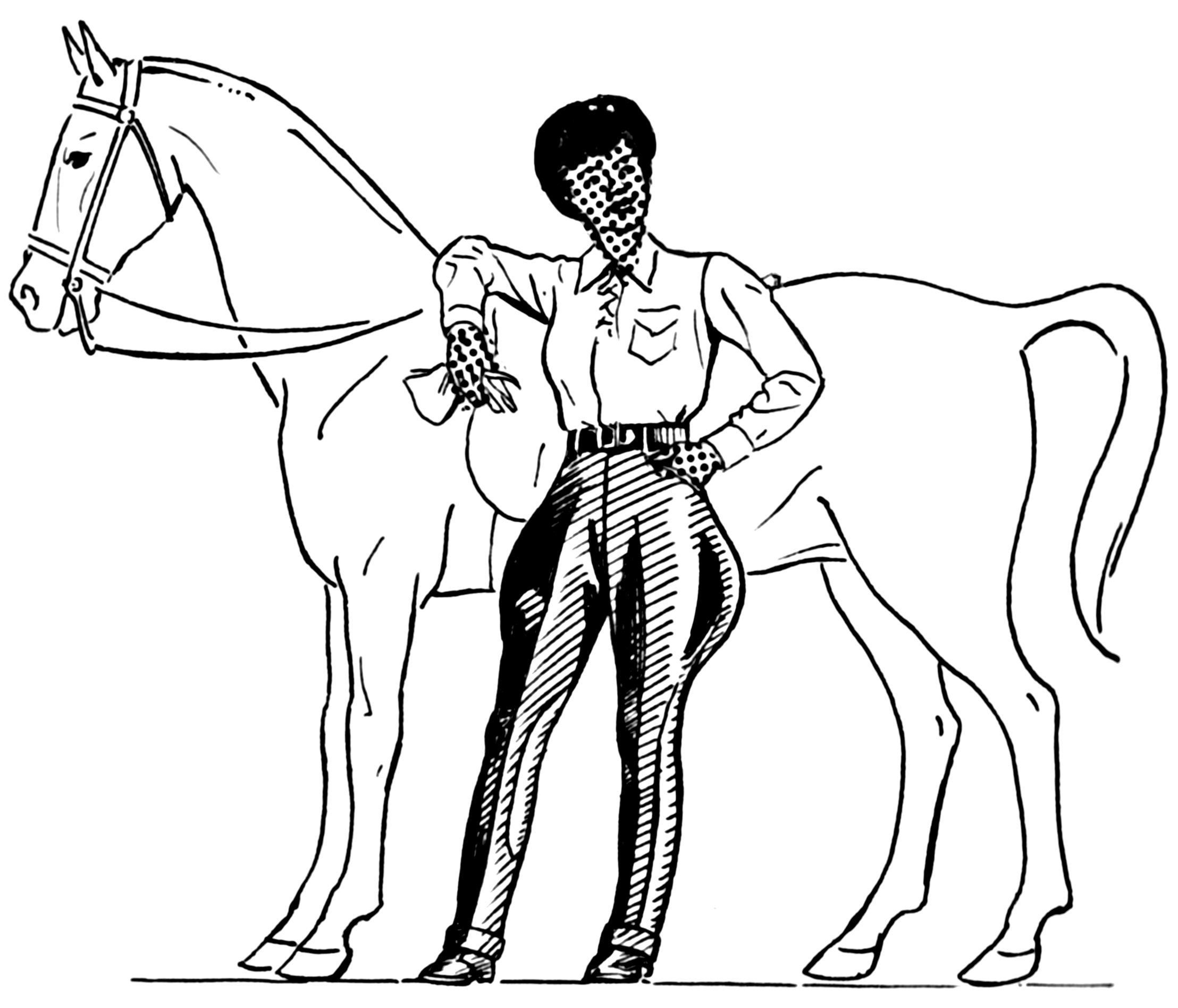
Klassiskt skurna Jodhpurridbyxor
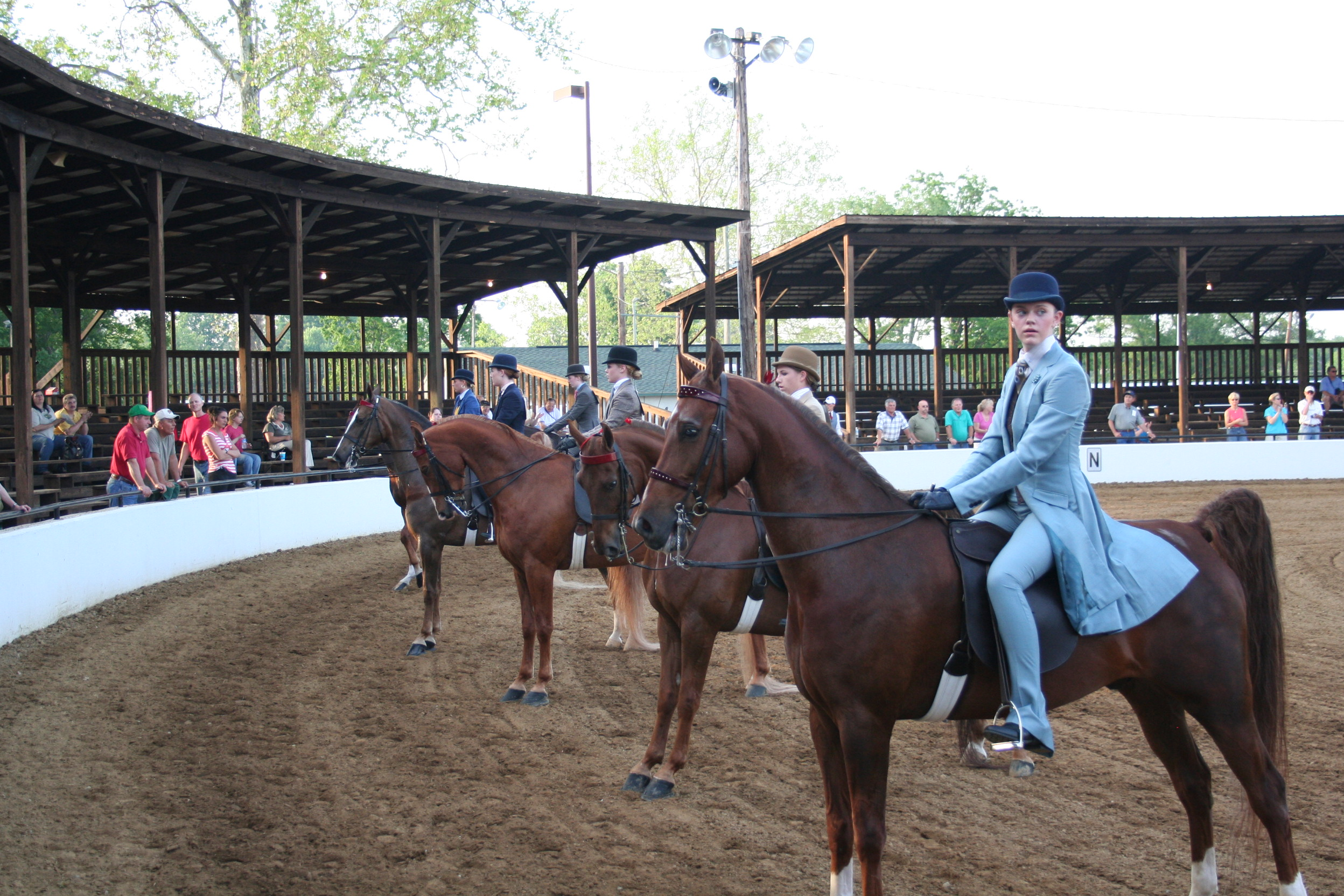
Kentucky Jodhpurs
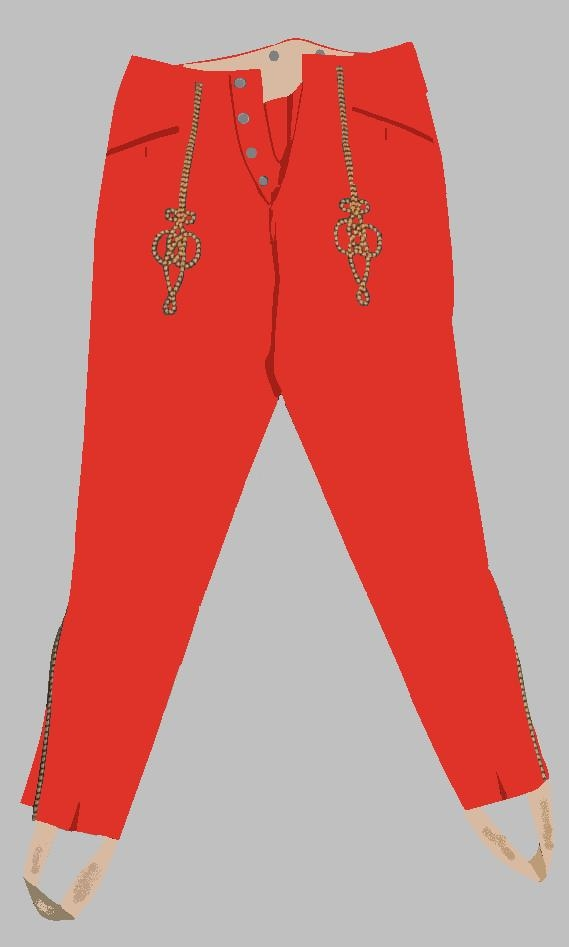
Husarridbyxor